# Rachel Pollack
Rachel Grace Pollack (geb. als Richard A. Pollack; * 17. August 1945 in Brooklyn, New York; † 7. April 2023 in Rhinebeck, New York, USA) war eine amerikanische Science-Fiction-, Esoterik- und Comic-Buch-Autorin.

## Werdegang
Sie studierte Englisch an der New York University (Bachelor) und an der Claremont Graduate University (Master) und unterrichtete Englisch an der State University of New York.
Bekannt wurde sie vor allem für ihre Bücher über den Tarot. Sie galt in Tarot-Kreisen als Expertin und ihr Buch 78 Stufen der Weisheit genießt einen gewissen Referenzstatus. Es ist nicht nur eine Divinationsanleitung, sondern auch eine Beschreibung der Großen Arkana als eine Art Initiationsweg bzw. ein Weg zur Erleuchtung. Inspiriert wurde sie durch die Ideen des Hermetic Order of the Golden Dawn, die sie immer wieder im Buch aufgreift, beispielsweise in der Analogie der Großen Arkana zum Lebensbaum der Kabbala.
1990 veröffentlichte sie eine Beschreibung und Interpretation inklusive Divinationsanleitung des Tarot-Sets, das vom deutschen Künstler Hermann Haindl gestaltet wurde.
1997 bekam sie den World Fantasy Award für ihr Fantasy-Buch Godmother Night (deutsch: „Patentante Nacht“). Im Buch wurden Grimms Märchen in eine Geschichte über zwei Frauen und ihre gemeinsame Tochter verwoben. Der Tod wird als Mother Night, eine Lady im mittleren Alter, dargestellt.
Pollack starb am 7. April 2023 im Alter von 77 Jahren.

## Auszeichnungen
- 1997: World Fantasy Award für Godmother Night.

## Werke (Auswahl)
- 1980/1983: 78 Stufen der Weisheit. Iris Buecher + Mehr. ISBN 3-8906-0508-7
- 1990: Der Haindl Tarot. Droemer Knaur. ISBN 3-4262-6372-6
- 1996: Godmother Night. Abacus. ISBN 0-3491-0836-6